# Distretto di Adansi Asokwa
Il distretto di Adansi Asokwa (ufficialmente Adansi Asokwa District, in inglese) è un distretto della regione di Ashanti del Ghana.